# New Whiteland
New Whiteland é uma cidade  localizada no estado americano de Indiana, no Condado de Johnson.

## Demografia
Segundo o censo americano de 2000, a sua população era de 4579 habitantes.
Em 2006, foi estimada uma população de 5515, um aumento de 936 (20.4%).

## Geografia
De acordo com o United States Census Bureau tem uma área de
3,2 km², dos quais 3,2 km² cobertos por terra e 0,0 km² cobertos por água.

## Localidades na vizinhança
O diagrama seguinte representa as localidades num raio de 12 km ao redor de New Whiteland.